# Newmarket (Kanada)
Newmarket je město v regionu York v rámci Velkého Toronta v provincii Ontario v Kanadě. Je sídlem regionu York. Na jihu hraničí s Aurorou, na západě s Kingem, na severu s East Gwillimbury a na východě s Whitchurch–Stouffville. Leží na Východní Hollandově řece.